# Дуванка (река)
Дува́нка (укр. Дуванка) — река в Луганской и Харьковской областях Украины, правый приток реки Красной (бассейн Северского Донца). Длина 27 км, площадь водосборного бассейна 273 км². Уклон 1,2 м/км. Долина глубокая, асимметричная. Русло умеренно извилистое. Используется на орошение и сельскохозяйственные нужды. На реке сооружены пруды и водохранилища. Питание смешанное, в основном дождевое и снеговое.

## Название
По топонимике слово «Дуванка» относят к татарскому «Дуван», что значит «Делёж», «Раздел». По мнению историков такое название река получила потому, что здесь во времена Золотой орды происходил делёж пленников-славян. По другому мнению эта река названа так потому, что издревле разделяла собой земли славян от земель татарских.
От названия реки произошло название следующих населённых пунктов: Верхняя Дуванка и Нижняя Дуванка (Верхняя Дуванка расположена выше по течению реки чем Нижняя Дуванка).

## География
Лог реки начинается у села Ильинка Троицкого района Луганской области. Далее лог идёт на юг попутно заходя на территорию Харьковской области. Затем расположено село Араповка, от которого начинается постоянный ток воды. После Араповки река протекает через два крупных пруда (крупнейший — Верхнедуванское озеро (пруд), длина его около 3 км 49°42′00″ с. ш. 38°02′30″ в. д.), и у села Верхняя Дуванка поворачивает на юго-восток. Впадает в реку Красную у пгт. Нижняя Дуванка Сватовского района Луганской области. Вдоль реки от Нижней Дуванки к Верхней Дуванки идёт автомобильная дорога.
Протекает по территории Троицкого (5,7 км) и Сватовского (18,3 км) районов Луганской области и Двуречанского района Харьковской области (1,1 км).

## Населённые пункты
- село Ильинка
- село Араповка
- село Кошелевка
- село Верхняя Дуванка
- село Лебедевка
- село Яблоновка
- село Доля
- село Полтава
- пгт. Нижняя Дуванка